# Snesko
Snesko er fodtøj, som spændes på fødderne og er et nyttigt hjælpemiddel, som anvendes ved færdsel i dyb sne. Snesko laves med en stor bæreflade og fæstes under fødderne, således at brugeren kan gå oppe på sneoverfladen i stedet for at bryde igennem for hvert skridt.
Tidligere er der også lavet snesko beregnede for heste, både i træ og af metal.

## Historie
Snesko har været anvendt i århundreder, for at man lettere kunne bevæge sig i sne. Det menes, at opfindelsen er gjort i Asien og herfra har bredt sig til Nordamerika, hvor den vandt indpas hos indianere og eskimoer (inuit). I begyndelsen var sneskoene kun en flad plade, ofte med den klassiske tennisketsjerform. Materialet var da ofte reb spændt på kryds og tværs på i træramme. Fæstemekanismerne bestod ofte af læderremme. Med tiden har de udviklet sig, og der er kommet et led ind, således at foden kan bevæge sig mere naturligt. Materialerne er i dag ofte en aluminiumsramme med forskellige syntetiske materialer i. Der er i dag stor variation i fæstemekanismerne, men de består i hovedsagen af forskellige remme og gummistropper.